# Историјска драма (Јапан)
Јапанска историјска драма (јап. 時代劇, џидаи-геки) односи се на филмове смештене у премодерну еру Јапана, пре Меиџи рестаурације 1868. године.

## Позадина
Са раном јапанском кинематографијом која је била чврсто укорењена у историјским позоришним традицијама као што су Кабуки и Но, тек 1907. године се појавила категорија савремених филмских драма позната као гендаи-геки, првобитно као снимљене верзије позоришних комада Шинпа („Нова школа“). који су се производили од око 1907. године. Док се студио Никатсу скоро искључиво специјализовао за џидаи-геки током предратног периода, поседујући виртуелни монопол над филмским тржиштем током 1910-их, посебно у области акционих филмова чанбара о борби мачевима, попут оних које је режирао „отац Јапанског филма“, Макино Шозо, тек када су се појавиле ривалске компаније као што су Таикацу и Шочику Кинема 1920. године, савремена тема је постала уобичајена на јапанским екранима. Ипак, џидаи-геки је наставио да чини значајан део јапанске филмске продукције, посебно за компанију Тоеи, све до 1960-их, до када је постао популарна главна компонента телевизијских драма.

## Филмови
С обзиром на обим и разноврсност филмова обухваћених овим термином, џидаи-геки се не може сматрати жанром сам по себи. Приче могу бити смештене у Хеиан период (794–1185); период Сенгоку или период Зараћених држава (око 1450–1603); Едо, или Токугава период (1603–1868); или последње године Токугава шогуната познатог као Бакумацу период (1853–1867). Филмови се увелико разликују по стилу, садржају и намери. Многа дела су се ослањала на историјске догађаје овековечене у позоришним представама и историјским романима, као што су бројне верзије приче Чушингура о 47 оданих ронина или филмови засновани на животима легендарних личности као што је херојски самурај Мијамото Мусаши (чије бројне екранизације укључују Оскаром награђену трилогију Самурај Хироши Инагакија, објављену између 1954. и 1956. са Тоширо Мифунеом у главној улози), док су филмски ствараоци обликовали материјал у складу са духом доба, како би одговарали укусу шире јавности или дали политичке коментаре испитивањем званичне историје.
Осим историјског окружења, мало је тога што би могло да повеже филмове као што је, на пример, мрачно Раскршће Кинугаса Теиносукеа (1928), пропаст оптерећена прича о неузвраћеној љубави која је била под јаким утицајем немачког експресионизма; Човечност и папирни балони Јаманака Садаоа (1937), који је описан као савремена драма у историјским костимима, његова порука је у супротности са милитаристичким етосом године изласка, са портретом старог самураја који је присиљен сиромаштвом да прода свој мач и младог самураја који преживљава продајом папирних балона које његова жена прави; Клан Абе (1938) Кумагај Хисаторе, заснован на краткој причи Морија Огаија из 1912. смештеној у 17. век, чије је прихватање лојалности и самопожртвовања више било у складу са ратном идеологијом; драме Мизогучи Кенџија усредсређене на жене са Танаком Кинуџо у главној улози, као што је Живот Охару (1952); Крвави престо Акира Куросаве (1957), заснован на драми Вилијема Шекспира Магбет; Кудо Еиичи-јев Велики окршај (1964), у којем је борба за моћ између групе самураја који планирају да убију шогуновог наследника представљена као директна алегорија насилних студентских протеста из доба Анпо споразума; Двоструко самоубиство Шинода Масахира (1969), формално експериментални филм који стилски скреће пажњу на Бунраку комад Чикамацу Монзаемона на којој се заснива, или Затоичи (2003), Китано Такеши-јево оживљавање популарне чанбара серије из 1960-их у којој глуми Кацу Шинтаро.